# 一宮站
一宮站（日语：／ Ichinomiya eki */?）是一個位於日本香川縣高松市、屬於高松琴平電氣鐵道（琴電）琴平線的鐵路車站，車站編號為K08。本站是其中一個常規的區間車終站，平日與假日均有列車以此為終站，亦維持白天時段與高松築港站維持每15分鐘一班車的頻率。
本站是琴電線道內可以「途中下車」的指定車站之一，同時也是全日均有站員駐守的車站，並可發售及處理有關IruCa的事宜。繁忙時間列車增結及解結程序也是在本站內進行。

## 車站結構

### 站房
建有單層式木建站房1座，左側為站外洗手間及站務設施，右側為開放式候車大堂，設有售票機、售票窗口及對應IC卡的感應器，通過開放式閘口後，再經過路軌平交道後便可到達月台。

### 月台
設有島式月台2個，而島式月台內側皆共用同1線路，因而成為2面3線的局面，最接近站房的線路為頭端式月台，是供區間車停靠之用，而外側島式月台內的內側月台則被欄杆圍封不使用。
| 月台 | 路線     | 方向 | 目的地             | 備註         |
| ---- | -------- | ---- | ------------------ | ------------ |
| 1    | ■ 琴平線 | 上行 | 高松築港方向       |              |
| 2    | ■ 琴平線 | 下行 | 瀧宮、琴電琴平方向 |              |
| 3    | ■ 琴平線 | 上行 | 高松築港方向       | 區間車起訖站 |

## 歷史
- 1926年12月21日：以琴平電鐵的車站開業[1]。
- 1987年4月11日：車站往琴電琴平方向約370米方向遷移。

## 使用狀況
| 1日上落人數推斷 | 1日上落人數推斷 |
| 年度            | 1日平均人數     |
| --------------- | --------------- |
| 2011            | 1,606           |
| 2012            | 1,616           |
| 2013            | 1,594           |
| 2014            | 1,573           |
| 2015            | 1,677           |
| 2016            | 1,678           |
| 2017            | 1,693           |
| 2018            | 1,637           |
| 2019            | 1,591           |
| 2020            | 1,296           |
| 2021            | 1,296           |
| 2022            | 1,495           |

## 相鄰車站
高松琴平電氣鐵道（琴電）
■琴平線
空港通 (K07) - 一宮 (K08) - 圓座 (K09)

## 外部連結
- 高松琴平電鐵一宮站資訊 （页面存档备份，存于）（日語）